# Ripa Teatina
Ripa Teatina is een gemeente in de Italiaanse provincie Chieti (regio Abruzzen) en telt 4002 inwoners (31-12-2004). De oppervlakte bedraagt 20,0 km², de bevolkingsdichtheid is 191 inwoners per km².

## Demografie
Ripa Teatina telt ongeveer 1377 huishoudens. Het aantal inwoners steeg in de periode 1991-2001 met 6,9% volgens cijfers uit de tienjaarlijkse volkstellingen van ISTAT.
| Jaar | Inwoneraantal |
| ---- | ------------- |
| 1991 | 3587          |
| 2001 | 3834          |

## Geografie
Ripa Teatina grenst aan de volgende gemeenten: Bucchianico, Chieti, Francavilla al Mare, Miglianico, Torrevecchia Teatina, Villamagna.